# Piotr Woźniak (geolog)
Piotr Grzegorz Woźniak (ur. 13 lutego 1956 w Warszawie) – polski urzędnik państwowy i geolog, w latach 2005–2007 minister gospodarki, w latach 2011–2013 podsekretarz stanu w Ministerstwie Środowiska i główny geolog kraju, w latach 2016–2020 prezes zarządu Polskiego Górnictwa Naftowego i Gazownictwa.

## Życiorys
Ukończył w 1980 studia na Wydziale Geologii Uniwersytetu Warszawskiego. W latach 1980–1984 i 1986–1989 pracował jako asystent w Państwowym Instytucie Geologicznym. W 1985 kierował grupą terenową w Geopol-Polservice w Libii. Od 1989 do 1990 był zatrudniony w Ministerstwie Rolnictwa i Gospodarki Żywnościowej, gdzie sprawował funkcję doradcy ministra i przewodniczył grupie roboczej ds. utworzenia Agencji Rynku Rolnego. W latach 1990–1991 był doradcą ministra w Ministerstwie Przemysłu i szefem Zespołu ds. Powołania Pełnomocnika Rządu ds. Promocji Przedsiębiorczości. W 1991 zajmował stanowisko dyrektora Zespołu Organizacyjnego Towarzystwa Ubezpieczeń Wzajemnych. W 1992 był wiceprezesem zarządu spółki akcyjnej RUCH.
Od 1992 do 1996 pracował w Kanadzie, w biurze radcy handlowego w Montrealu przy Ambasadzie RP w Kanadzie. W latach 1997–1998 był prezesem zarządu Polsko-Amerykańskiej Korporacji Technologii Ochrony Środowiska PAKTO. Następnie do 2000 w Kancelarii Prezesa Rady Ministrów Jerzego Buzka pełnił funkcję doradcy ds. infrastruktury, brał udział m.in. w opracowaniu porozumienia polsko-norweskiego o dostawach gazu ziemnego.
W latach 2000–2002 był wiceprezesem zarządu Polskiego Górnictwa Naftowego i Gazownictwa ds. handlu i restrukturyzacji. Później do 2005 prowadził własną działalność gospodarczą w zakresie doradztwa gospodarczego. W latach 2004–2005 kierował zarządem spółki prawa handlowego Ence Eko, był też w tym okresie ekspertem sejmowej komisji śledczej ds. PKN Orlen.
W latach 2002–2005 pełnił funkcję radnego miasta stołecznego Warszawy z ramienia Prawa i Sprawiedliwości. W 2005 bezskutecznie kandydował do Sejmu z listy tej partii. Od 31 października 2005 do 7 września 2007 i od 11 września 2007 do 16 listopada 2007 sprawował urząd ministra gospodarki, pomiędzy tymi okresami był sekretarzem stanu w MG i kierownikiem tego resortu.
W 2010 objął stanowisko przewodniczącego rady Agencji ds. Współpracy Organów Regulacji Energetyki (ACER) z siedzibą w Lublanie. 12 grudnia 2011 został wiceministrem środowiska w randze podsekretarza stanu i głównym geologiem kraju. 19 grudnia 2013 odwołany z tych stanowisk.
4 grudnia 2015 z nominacji ministra skarbu państwa wszedł w skład rady nadzorczej Polskiego Górnictwa Naftowego i Gazownictwa. 11 grudnia tego samego roku został p.o. prezesa zarządu tej spółki, a dwa miesiące później objął stanowisko prezesa zarządu PGNiG. W styczniu 2020 zakończył pełnienie tej funkcji.

## Odznaczenia
W 2018 został odznaczony przez prezydenta RP Złotym Krzyżem Zasługi (za osiągnięcia w podejmowanej z pożytkiem dla kraju działalności państwowej i publicznej w zakresie bezpieczeństwa energetycznego). W 2021 otrzymał Krzyż Oficerski Orderu Odrodzenia Polski.